# Хлебников, Сергей Анатольевич
Серге́й Анато́льевич Хле́бников (род. 27 августа 1955, Сортавала, РСФСР, ум. 12 июня 1999 года, Москва, Россия) — советский конькобежец, двукратный серебряный призёр зимних Олимпийских игр 1984 года, чемпион мира по спринтерскому многоборью, чемпион СССР по спринтерскому многоборью и 3-кратный на отдельных дистанциях, 8-кратный призёр чемпионатов СССР, заслуженный мастер спорта СССР (1982).

## Биография
Сергей Хлебников первые шаги в конькобежном спорте делал в возрасте 11 лет, в родной Карелии — в Детско-юношеской спортивной школе (ДЮСШ) города Сортавала. Его старший брат Юрий привёл Сергея на каток в 1966 году, когда он учился в 5-м классе и стал тренироваться у заслуженного тренера РСФСР Юрия Скрипина, а позже у Александра Николаевича Кузнецова, с которым связано зарождение скоростного бега на коньках в Сортавала. Выступал за местный клуб «Спартак». 
Первые успехи пришли к Сергею в юношеском возрасте, когда он стал вторым призером первенства России, а в подмосковном городе Коломна на лично-командном первенстве СССР среди юношей уже старшего возраста завоевал «серебро» на дистанции 1000 метров и получил звание мастер спорта СССР. В дальнейшем его призвали служить в армию, где его приметил известный в те годы тренер ЦСКА по спринтерскому многоборью Валерий Муратов. Он вызвал его на сборы армейцев и зачислил в команду "ЦСКА".
В те годы он дважды занимал 3-е место на первенстве СССР среди юниоров в многоборье. В возрасте 19 лет дебютировал на чемпионате СССР в спринте. В 1978 году выиграл свою первую бронзовую медаль на чемпионате СССР в забеге на 1000 метров и завоевал право стать членом сборной команды СССР. В 1979 году Хлебников участвовал на спринтерском чемпионате мира в Инцелле, где занял высокое 5-е место, а в марте стал 2-м на чемпионате СССР в спринте.
В 1980 году на спринтерском чемпионате мира в Уэст-Аллисе он уже стал 4-м, и следом участвовал на своих первых зимних Олимпийских играх в Лейк-Плэсиде, где занял только 9-е место на дистанции 1000 метров и 15-е на 500 метров. В 1981 году на спринтерском чемпионате мира в Гренобле Хлебников стал серебряным призёром, уступив только норвежцу Фроде Рённингу, но уже через год на спринтерском чемпионате мира в Алкмаре стал чемпионом мира, победив всё того же норвежца.
В 1983 году на очередном спринтерском чемпионате мира в Хельсинки Сергей шёл вновь к чемпионскому титулу, но в забеге на 500 метров упал занял только 29-е место. В 1984 году на зимних Олимпийских играх в Сараево он стал двукратным серебряным призёром на дистанциях 1000 и 1500 метров, оба раза уступив только канадцу Гаэтану Буше, с которым они были долгие годы соперниками на ледовой дорожке и друзьями по жизни. 
В западной прессе Хлебникова за его мощь называли человеком-дубом, танком и типичным «продуктом коммунизма». Сразу после игр он вновь стал серебряным призёром на спринтерском чемпионате мира в Тронхейме, вновь проиграв Гаэтану Буше. Тогда же выиграл чемпионат СССР в спринте. Он ещё два года участвовал на национальных первенствах и в 1986 году завершил карьеру спортсмена старшим лейтенантом Советской Армии.

## Личная жизнь и нелепая смерть
Сергей Хлебников учился в средней школе № 6 города Сортавала. Окончил Петрозаводское педагогическое училище в 1985 году. После завершения карьеры Хлебников непродолжительное время работал в родной Карелии на строительстве коровников, пока его в 1990 году не позвали на работу тренером в Москву в спортивный клуб Московского военного округа. В выходной день 12 июня 1999 года спортсмен вместе с семьей и друзьями отдыхал на Митинских прудах, но во время плавания Хлебников исчез. Близкие искали его долго, затем уже обратились к спасателям. Тело спортсмена, которому было всего 43 года, нашли лишь спустя несколько дней недалеко от берега на глубине шесть метров. Одна из основных версий — его тело скрутила судорога и он утонул. С 2000 года в Сортавала ежегодно проводятся соревнования памяти Сергея Хлебникова. Первые Всероссийские соревнования, посвященные памяти Сергея Хлебникова, прошли в марте 2000 года в Мончегорске (Мурманская область). Их инициатором стал мэр города металлургов Геннадий Ильин, к слову, мастер спорта СССР по конькобежному спорту. Его с Сергеем Хлебниковым связывала большая дружба.